# Reinickendorf
Reinickendorf er det tolvte af Berlins tolv distrikter (tysk: Bezirke). Det udgøres af bydelene (tysk: Ortsteile) Reinickendorf, Tegel, Konradshöhe, Heiligensee, Frohnau, Hermsdorf, Waidmannslust, Lübars, Wittenau, Märkisches Viertel og Borsigwalde.
Med et areal på 89,5 km2 og et befolkningstal på 266.408 (2020) er Reinickendorf det henholdsvis femtestørste og næstmindst folkerige distrikt i Berlin. Med 2.977 indbyggere pr. km2 har distriktet byens tredjelaveste befolkningstæthedsgrad.
Distriktets lokale borgerrepræsentation (tysk: Bezirksverordnetenversammlung) domineres af partiet CDU med 21 ud af 55 pladser. Siden 2009 har Frank Balzer (CDU) været Reinickendorfs distriktsborgmester (tysk: Bezirksbürgmeister). Han udgør sammen med fire øvrige forvaltere (tysk: Bezirksstadträte), valgt af Reinickendorfs borgerrepræsentation, distriktets daglige ledelse (tysk: Bezirksamt).

## Reinickendorfs bydele
Reinickendorf er inddelt i følgende bydele:
| Bydele                  | Areal (km2) | Befolkningstal 31. december 2020 | Befolkningstæthed pr. km2 |
| ----------------------- | ----------- | -------------------------------- | ------------------------- |
| 1201 Reinickendorf      | 10,5        | 83.972                           | 7.997                     |
| 1202 Tegel              | 33,7        | 36.764                           | 1.09                      |
| 1203 Konradshöhe        | 2,2         | 6.011                            | 2.732                     |
| 1204 Heiligensee        | 10,7        | 18.099                           | 1.691                     |
| 1205 Frohnau            | 7,8         | 16.689                           | 2.14                      |
| 1206 Hermsdorf          | 6,1         | 16.726                           | 2.742                     |
| 1207 Waidmannslust      | 2,3         | 11.088                           | 4.821                     |
| 1208 Lübars             | 5,0         | 5.160                            | 1.032                     |
| 1209 Wittenau           | 5,9         | 24.726                           | 4.191                     |
| 1210 Märkisches Viertel | 3,2         | 40.119                           | 12.537                    |
| 1211 Borsigwalde        | 2,0         | 6.769                            | 3.385                     |

## Politik

### Distriktsforvaltningen i Reinickendorf
Den daglige politiske ledelse af distriktet varetages af følgende distriktsforvaltere:
| Distriktsforvaltere                     | Parti     |
| --------------------------------------- | --------- |
| Distriktsborgmester Frank Balzer        | CDU       |
| Vicedistriktsborgmester Uwe Brockhausen | SPD       |
| Katrin Schultze-Berndt                  | CDU       |
| Tobias Dollase                          | Løsgænger |
| Sebastian Maack                         | AfD       |

### Borgerpræsentationen i Reinickendorf
Distriktets lokale borgerrepræsentation har siden distriktsvalget 18. september 2016 haft følgende sammensætning:
| Parti                 | Pladser |
| --------------------- | ------- |
| CDU                   | 21      |
| SPD                   | 13      |
| AfD                   | 8       |
| Bündnis 90/Die Grünen | 6       |
| FDP                   | 4       |
| Die Linke             | 3       |
| I alt                 | 55      |

### Internationale venskabsbyer
- Antony, Frankrig (siden 1966)
- Greenwich, Storbritannien (siden 1966)
- Kiryat Ata, Israel (siden 1976)

### Nationale venskabsbyer
- Vogelsbergkreis, Hessen (siden 1964)
- Lauterbach, Hessen (siden 1966)
- Bad Steben, Bayern (siden 1988)
- Melle, Niedersachsen (siden 1988)
- Blomberg, Nordrhein-Westfalen (siden 1990)